# Lipiec 2006 w sporcie
Zobacz też: Lipiec 2006 · Zmarli w lipcu 2006 · Lipiec 2006 w Wikinews

## 1 lipca

### Piłka nożna
- Mistrzostwa Świata w Piłce Nożnej 2006
  - Ćwierćfinał: Anglia – Portugalia 0:0, k. 1:3.
  - Ćwierćfinał: Brazylia – Francja 0:1.
- Druga runda Pucharu Intertoto UEFA 2006
  - Lillestrøm SK – ÍBK Keflavík 4:1.
  - FK Moskwa – MTZ-RIPO Mińsk 2:0.
  - Maccabi Petach Tikwa – Zrinjski Mostar 1:1.
  - SV Ried – Dinamo Tbilisi 3:1.
  - FC Tyraspol – Lech Poznań 1:0.
  - FC Sopron – Kayserispor SK 3:3.
  - FC Farul Constanța – Łokomotiw Płowdiw 2:1.

### Siatkówka
- Memoriał Huberta Jerzego Wagnera w siatkówce mężczyzn
  - Półfinał: Polska B – Egipt 3:0 (25:22, 25:20, 25:20).
  - Półfinał: Portugalia – Norwegia 3:0 (25:17, 25:19, 25:23).
  - Półfinał: Włochy – Kuba 0:3 (18:25, 15:25, 22:25).
  - Półfinał: Polska A – Kanada 3:2 (19:25, 25:21, 22:25, 25:18, 15:11).

To czwarte zwycięstwo w IV Memoriale Huberta Wagnera reprezentantów Polski. Wygraną z Kanadą zapewnili sobie udział w finale.

### Kolarstwo szosowe
- Prolog Tour de France 2006 wygrał Norweg Thor Hushovd.

### Kolarstwo górskie
- W Szczawnie-Zdroju zakończył się tegoroczny cykl Skoda Auto GP MTB. Zwycięzcą całego cyklu w kategorii elita mężczyzn został Marek Galiński. Najlepszą wśród elity kobiet okazała się Maja Włoszczowska.

## 2 lipca

### Piłka nożna
- Druga runda Pucharu Intertoto UEFA 2006
  - Odense BK – Shelbourne FC 3:0.
  - Hibernian F.C. – FK Dinaburg 5:0.
  - FC Nitra – Dnipro Dniepropetrowsk 2:1.
  - Tampere United – Kalmar FF 1:2.
  - FK Zeta – NK Maribor 1:2.
  - Grasshoppers Zurych – FK Teplice 2:0.
  - NK Osijek – Ethnikos Achna 2:2.
- Mecze towarzyskie
  - Kazachstan – Tadżykistan 4:1.

### Siatkówka
- Memoriał im. Huberta Wagnera w siatkówce mężczyzn
  - Mecz o 7. miejsce: Egipt – Norwegia 3:2 (27:29, 20:25, 25:17, 25:22, 15:10).
  - Mecz o 5. miejsce: Polska B – Portugalia 0:3 (23:25, 19:25, 29:31).
  - Mecz o 3. miejsce: Kanada – Włochy 3:1 (25:18; 18:25; 27:25; 26:24).
  - Mecz o 1. miejsce: Polska A – Kuba 3:1 (25:23, 25:16, 15:25, 25:20).

### Kolarstwo szosowe
- Tour de France 2006: Pierwszy etap wokół Strasburga wygrał Francuz Jimmy Casper po sprincie z peletonu. Koszulkę lidera przejął Amerykanin George Hincapie.
- Wyścig Solidarności i Olimpijczyków: Ostatni etap z Rybnika do Bielska-Białej wygrał Białorusin Wasil Kiryjenka, a zwycięstwo w całym wyścigu przypadło Robertowi Radoszowi z drużyny DHL-Author.

## 3 lipca

### Piłka nożna
- W związku ze słabymi wynikami swoich drużyn na Mistrzostwach Świata 2006 dymisję złożyli selekcjonerzy reprezentacji Brazylii Carlos Alberto Parreira, Kostaryki Alexandre Guimaraes, Serbii Ilija Petković i Wybrzeża Kości Słoniowej Henri Michel.
- Miejsce Guusa Hiddinka na stanowisku trenera kadry Australii zajął Francuz Gérard Houllier.
- Prezes PZPN Michał Listkiewicz zapowiedział w poniedziałek, że podczas sprawozdawczego walnego zgromadzenia, które odbędzie się w listopadzie lub grudniu tego roku, wystąpi o skrócenie obecnej kadencji władz związku i prawdopodobnie nie będzie się ubiegał o reelekcję.

### Kolarstwo szosowe
- Tour de France 2006: Australijczyk Robbie McEwen wygrał 2. etap tegorocznej edycji wyścigu. Koszulkę lidera przejął ponownie Thor Hushovd. Przed dzisiejszym etapem, z powodu infekcji dróg moczowych, wycofał się kolejny z faworytów, Danilo di Luca.

## 4 lipca

### Piłka nożna
- Mistrzostwa Świata w Piłce Nożnej 2006
  - Półfinał: Niemcy – Włochy 0:0, po dogr. 0:2.

### Kolarstwo szosowe
- Tour de France 2006: 3. etap wygrał Matthias Kessler z grupy T-Mobile Team. Maillot jaune włożył na siebie po dzisiejszym etapie Belg Tom Boonen. Na trasie etapu doszło do wielu kraks z udziałem kolarzy, w wyniku których z wyścigu odpadli m.in. Alejandro Valverde (jeden z faworytów) i Erik Dekker.

## 5 lipca

### Piłka nożna
- Mistrzostwa Świata w Piłce Nożnej 2006
  - Półfinał: Francja – Portugalia 1:0.
- Mecze towarzyskie
  - Kazachstan – Kirgistan 1:0.

### Kolarstwo szosowe
- Tour de France 2006: Kolejny, 4. etap wygrał Robbie McEwen. Liderem pozostaje Belg Tom Boonen.

## 6 lipca

### Piłka nożna
- 14. kolejka ormiańskiej I ligi
  - FC Shirak – FC Pjunik 1:2.
- Mecze towarzyskie
  - Malawi – Botswana 2:1.

### Kolarstwo szosowe
- Tour de France 2006: Hiszpan Oscar Freire wygrał 5. etap z Beauvais do Caen. Liderem pozostaje drugi na dzisiejszym etapie Belg, Tom Boonen.

## 7 lipca

### Piłka nożna
- Mistrzostwa Świata w Piłce Nożnej 2006
  - FIFA ogłosiła listę 23 zawodników nominowanych do Drużyny Gwiazd piłkarskich mistrzostw świata w Niemczech. Drużyna Gwiazd FIFA:
    - bramkarze: Gianluigi Buffon (Włochy), Jens Lehmann (Niemcy), Ricardo (Portugalia);
    - obrońcy: Roberto Ayala (Argentyna), John Terry (Anglia), Lilian Thuram (Francja), Philipp Lahm (Niemcy), Fabio Cannavaro (Włochy), Gianluca Zambrotta (Włochy), Ricardo Carvalho (Portugalia);
    - pomocnicy: Ze Roberto (Brazylia), Patrick Vieira (Francja), Zinédine Zidane (Francja), Michael Ballack (Niemcy), Andrea Pirlo (Włochy), Gennaro Gattuso (Włochy), Luís Figo (Portugalia), Maniche (Portugalia);
    - napastnicy: Hernan Crespo (Argentyna), Thierry Henry (Francja), Miroslav Klose (Niemcy), Francesco Totti (Włochy), Luca Toni (Włochy).
- 14. kolejka Armeńskiej Premier League
  - Gandzasar Kapan – Kilikia Erywań 4:2.
  - Uliss Erywań – Bananc Erywań 0:4.
  - Ararat Erywań – Mika Asztarak 0:2.
- Wisła Kraków pokonała w meczu towarzyskim mistrza Szkocji, Celtic F.C. 2:0 (2:0). Spotkanie rozegrano w ramach obchodów jubileuszu 100-lecia krakowskiego klubu.

### Kolarstwo szosowe
- Tour de France 2006: Australijczyk Robbie McEwen wygrał 6. etap Wielkiej Pętli. Jest to już trzecie zwycięstwo etapowe tego zawodnika w tegorocznej edycji wyścigu. Liderem pozostaje Tom Boonen.

## 8 lipca

### Piłka nożna
- Mistrzostwa Świata w Piłce Nożnej 2006
  - Mecz o 3. miejsce: Niemcy – Portugalia 3:1.
- Druga runda Pucharu Intertoto UEFA 2006
  - FK Dinaburg – Hibernian F.C. 0:3.
  - Ethnikos Achna – NK Osijek 0:0.
  - Kalmar FF – Tampere United 3:2.
  - Dnipro Dniepropetrowsk – FK Nitra 2:0.
  - Lech Poznań – FC Tyraspol 1:3.
  - NK Maribor – FK Zeta 2:0.
  - Kayserispor SK – FC Sopron 1:0.
  - Zrinjski Mostar – Maccabi Petach Tikwa 1:3.
  - Łokomotiw Płowdiw – FC Farul Constanța 1:1.

### Kolarstwo szosowe
- Tour de France 2006: Etap jazdy na czas wygrał Serhij Honczar z T-Mobile Team. Tym samym zdobył prowadzenie w klasyfikacji generalnej wyścigu. Po groźnym upadku z wyścigu wycofał się Amerykanin Bobby Julich.

## 9 lipca

### Piłka nożna
- Mistrzostwa Świata w Piłce Nożnej 2006
  - Finał: Włochy – Francja 1:1, k. 5:3.
- Druga runda Pucharu Intertoto UEFA 2006
  - MTZ-RIPO Mińsk – FK Moskwa 0:1.
  - Shelbourne FC – Odense BK 1:0.
  - Keflavik IBK – Lillestroem SK 2:2.
  - Dinamo Tbilisi – SV Ried 0:1.
  - FK Teplice – Grasshoppers Zurych 0:2.
- Mecze towarzyskie
  - Malawi – Botswana 0:0.

## 10 lipca

### Piłka nożna
- Mistrzostwa Świata w Piłce Nożnej 2006
  - Zinédine Zidane, kapitan reprezentacji Francji został wybrany najlepszym piłkarzem mistrzostw świata w Niemczech.

### Podnoszenie ciężarów
- W niedzielę wieczorem, w wieku 74 lat, zmarł Ireneusz Paliński, czołowy polski ciężarowiec lat 50. i 60., złoty medalista olimpijski w podnoszeniu ciężarów z igrzysk w Rzymie z 1960 roku w wadze półciężkiej (do 82,5 kg).

## 11 lipca

### Piłka nożna
- Holender Leo Beenhakker został selekcjonerem reprezentacji Polski. Jest pierwszym zagranicznym trenerem pracującym z kadrą polskich piłkarzy. Podpisał kontrakt na piętnaście miesięcy. Jego zadaniem jest awans do Mistrzostw Europy 2008.
- I runda eliminacyjna Ligi Mistrzów UEFA 2006/2007
  - Pjunik Erywań – Szeriff Tyraspol 0:0.
  - Sioni Bolnisi – FK Baku 2:0.
  - TVMK Tallinn – Hafnarfjarðar 2:3.
  - KS Elbasani – FK Ekranas 1:0.
  - Birkirkara FC – B36 Tórshavn 0:3.
  - F91 Dudelange – FK Rabotnički Skopje 0:1.
  - Linfield FC – NK Gorica 1:3.

### Siatkówka
- Mecz towarzyski: Polska – Kanada 2:3 (25:23; 24:26; 25:22; 20:25; 18:20).
- Torneo di Vallecamonica: Polska B – Iran 3:2 (25:20, 20:25, 25:20, 27:29, 15:13).

## 12 lipca

### Piłka nożna
- Ranking FIFA na lipiec 2006 (pełny ranking):

1. (1) Brazylia – 1630 pkt.
2. (13) Włochy – 1550
3. (9) Argentyna – 1472
4. (8) Francja – 1462
5. (10) Anglia – 1434
6. (3) Holandia – 1322
7. (5) Hiszpania – 1309
8. (7) Portugalia – 1301
9. (19) Niemcy – 1229
10. (2) Czechy – 1223

30. (29) Polska – 809
- I runda eliminacyjna Ligi Mistrzów UEFA 2006/2007
  - Myllykosken Pallo – TNS Llansantffraid 1:0.
  - Liepājas Metalurgs – FC Aktobe Lento 1:0.
  - Szachcior Soligorsk – Široki Brijeg 0:1.
  - Cork City F.C. – Apollon Limassol 1:0.

## 13 lipca

### Piłka nożna
- I runda eliminacyjna Pucharu UEFA 2006/2007
  - NK Varteks Varaždin – SK Tirana 1:1.
  - Dinamo Tirana – CSKA Sofia 0:1.
  - NK Koper – Liteks Łowecz 0:1.
  - FK Sarajevo – Rànger’s FC 2:0.
  - HNK Orašje – NK Domžale 0:2.
  - Hibernians FC – FC Dinamo Bukareszt 0:4.
  - APOEL FC – S.S. Murata 3:1.
  - HNK Rijeka – AS Omónoia Leukosías 2:2.
  - Łokomotiw Sofia – FK Makedonija Đorče Petrov Skopje 2:0.
  - FK Vardar Skopje – K.S.V. Roeselare 1:2.
  - Rapid Bukareszt – Sliema Wanderers FC 5:0.
  - Újpest FC – FC Vaduz 0:4.
  - Zimbru Kiszyniów – Qarabağ Ağdam 1:1.
  - Mika Asztarak – BSC Young Boys 1:3.
  - Videoton FC Fehérvár – Kajrat Ałmaty 1:0.
  - Zagłębie Lubin – Dynamo Mińsk 1:1.
  - Karvan İK Yevlax – FC Spartak Trnava 1:0.
  - Ameri Tbilisi – Bananc Erywań 0:1.
  - BATE Borysów – Nistru Otaci 2:0.
  - FC Basel 1893 – Tobył Kustanaj 3:1.
  - Artmedia Petržalka Bratysława – Georgia Tbilisi 2:0.
  - Helsingin JK – Drogheda United FC 1:1.
  - Brøndbyernes IF – Knattspyrnufélagið Valur 3:1.
  - Gefle IF – Llanelli AFC 1:2.
  - AS La Jeunesse d'Esch – Skonto Ryga 0:2.
  - Åtvidabergs FF – FC Etzella Ettelbruck 4:0.
  - FK Ventspils – Gøtu Ítróttarfelag 2:1.
  - Glentoran FC – SK Brann 0:1.
  - Randers FC – Akraness 1:0.
  - Portadown F&AC – FBK Kaunas 1:3.
  - Rhyl FC – Sūduva Marijampolė 0:0.
  - FC Levadia Tallinn – FC Haka 2:1.
  - Skála ÍF – IK Start 0:1.
  - Lyn Fotball – FC Flora Tallinn 1:1.
  - IFK Göteborg – Derry City FC 0:1.

## 14 lipca

### Siatkówka
- Liga Światowa w Piłce Siatkowej 2006
  - Grupa B: Finlandia – Portugalia 3:0 (25:21, 29:27, 25:19).

### Piłka nożna
- 1. kolejka Corgoň liga (Słowacja)
  - FC Senec – FC Nitra 0:1.
- 20. kolejka Major League Soccer (Stany Zjednoczone)
  - New York Red Bulls – Colorado Rapids 1:0.
- Trybunał Sportowy w Rzymie surowo ukarał cztery kluby pierwszoligowe zamieszane w aferę korupcyjną we włoskim futbolu. Juventus F.C., S.S. Lazio i ACF Fiorentina zostały zdegradowane do drugiej ligi. A.C. Milan pozostanie w Serie A, ale rozpocznie rozgrywki z 15 ujemnymi punktami i nie wystąpi w Lidze Mistrzów.

### Kolarstwo szosowe
- Tour de France 2006: 12. etap z metą w Carcassonne wygrał Jarosław Popowicz. Liderem pozostaje Floyd Landis. Na dzisiejszym etapie wycofał się Paolo Savoldelli, zawężając tym samym okrojone już grono faworytów tegorocznej edycji wyścigu.

## 15 lipca

### Siatkówka
- Liga Światowa w Piłce Siatkowej 2006
  - Grupa A: Stany Zjednoczone – Polska 1:3 (25:22, 23:25, 23:25, 23:25).
  - Grupa A: Japonia – Serbia i Czarnogóra 3:0 (25:22, 25:22, 25:20).
  - Grupa D: Korea Południowa – Kuba 1:3 (23:25, 16:25, 25:21, 21:25).
  - Grupa D: Bułgaria – Egipt 3:0 (26:24, 25:21, 25:16).
  - Grupa C: Rosja – Francja 2:3 (22:25, 23:25, 25:19, 25:20, 13:15).
  - Grupa B: Argentyna – Brazylia 0:3 (20:25, 23:25, 22:25).
  - Grupa B: Finlandia – Portugalia 3:0 (26:24, 25:20, 25:22).
  - Grupa C: Chiny – Włochy 0:3 (14:25, 14:25, 25:27).

### Piłka nożna
- Trzecia runda Pucharu Intertoto UEFA 2006
  - Kalmar FF – FC Twente 1:0.
  - Maccabi Petach Tikwa – Ethnikos Achna
  - Newcastle United – Lillestrøm SK 1:1.
  - Odense BK – Hibernian F.C. 1:0.
  - Grasshoppers Zurych – AA Gent 2:1.
  - SV Ried – FC Tyraspol 3:1.
  - AE Larisa – Kayserispor 0:0.
  - Olympique Marsylia – Dnipro Dniepropetrowsk 0:0.
  - AJ Auxerre – FC Farul Constanța 4:1.
  - Villarreal CF – NK Maribor 1:2.
- 10. kolejka Allsvenskan (Szwecja)
  - Malmö FF – AIK Fotboll 3:1.
- 1. kolejka Corgoň liga (Słowacja)
  - FK Dukla Banská Bystrica – MŠK Žilina 2:1.
  - ZTS Dubnica – Inter Bratysława 5:2.
  - Slovan Bratysława – FK AS Trenčín 2:1.
- 15. kolejka Virsligi (Łotwa)
  - Dinaburg Daugavpils – FK Ryga 2:0.
  - FK Dižvanagi – FC Ditton 0:1.
- 20. kolejka Major League Soccer (Stany Zjednoczone)
  - New England Revolution – Real Salt Lake 1:3.
  - Chicago Fire – FC Dallas 2:3.
- Mecze towarzyskie
  - Zambia – Zimbabwe 0:0.
  - Syria – Irak 1:3.

### Kolarstwo szosowe
- Tour de France 2006: Jens Voigt z grupy CSC wygrał 13. etap tegorocznej edycji. Leniwy peleton dojechał na metę w prawie pół godziny za zwycięzcą, tym samym koszulke lidera przejął drugi na mecie dzisiejszego etapu Hiszpan Oscar Pereiro.

## 16 lipca

### Siatkówka
- Liga Światowa w Piłce Siatkowej 2006
  - Grupa A: Stany Zjednoczone – Polska 1:3 (24:26, 13:25, 25:20, 22:25).
  - Grupa D: Korea Południowa – Kuba 0:3 (20:25, 24:26, 21:25).
  - Grupa C: Chiny – Włochy 0:3 (17:25, 24:26, 18:25).
  - Grupa A: Japonia – Serbia i Czarnogóra 1:3 (28:26, 16:25, 26:28, 22:25).
  - Grupa D: Bułgaria – Egipt 3:0 (25:16, 25:19, 25:19).
  - Grupa B: Argentyna – Brazylia 0:3 (17:25, 17:25, 20:25).
  - Grupa C: Rosja – Francja 3:0 (25:20, 32:30, 25:20).

### Piłka nożna
- Trzecia runda Pucharu Intertoto UEFA 2006
  - Hertha BSC – FK Moskwa 0:0.
- 10. kolejka Allsvenskan (Szwecja)
  - Halmstads BK – IFK Göteborg 1:4.
  - Djurgårdens IF – IF Elfsborg 1:1.
- 13. kolejka Tippeligaen (Norwegia)
  - Tromsø IL – Vålerenga Fotball 0:1.
  - Stabæk IF – Hamarkameratene 4:0.
  - Sandefjord Fotball – Molde FK 5:2.
  - Rosenborg BK – Fredrikstad FK 1:0.
  - Odds BK – Start 2:0.
- 11. kolejka Landsbankadeild (Islandia)
  - Hafnarfjarðar – Valur Reykjavík 1:2.
- 19. kolejka Meistriliiga (Estonia)
  - FC Flora Tallinn – JK Maag Tartu 2:0.
  - JK Tulevik Viljandi – FC Warrior Valga 1:0.
  - JK Trans Narva – FC Levadia Tallinn 2:3.
  - JK Tammeka Tartu – FC Ajax Lasnamäe 2:1.
- 1. kolejka Corgoň liga (Słowacja)
  - MFK Ružomberok – FC Spartak Trnava 4:0.
  - FC Košice – Artmedia Petržalka Bratysława 2:0.
- 3. kolejka Divizia Națională (Mołdawia)
  - FC Politehnica Chișinău – FC Dacia 0:2.
- 17. kolejka Faroese Formuladeildin (Wyspy Owcze)
  - Skála ÍF – B36 Tórshavn 1:0.
  - NSÍ Runavík – VB Vágur 2:1.
  - HB Tórshavn – B68 Toftir 3:2.
  - GÍ Gøta – KÍ Klaksvík 1:4.
- 20. kolejka Major League Soccer (Stany Zjednoczone)
  - D.C. United – Columbus Crew 3:2.
  - Kansas City Wizards – Houston Dynamo 2:3.
  - Club Deportivo Chivas USA – Los Angeles Galaxy 0:0.
- Obrońca Juventusu i kapitan reprezentacji Włoch Fabio Cannavaro podpisał roczny kontrakt z Realem Madryt.

## 17 lipca

### Piłka nożna
- 10. kolejka Allsvenskan (Szwecja)
  - Helsingborgs IF – BK Häcken 1:3.
  - Hammarby IF – Östers IF 2:0.
- 13. kolejka Tippeligaen (Norwegia)
  - SK Brann – Viking FK 2:0.
- 11. kolejka Landsbankadeild (Islandia)
  - Reykjavíkur – Akraness 2:3.
- 3. kolejka Divizia Națională (Mołdawia)
  - CSF Zimbru – CS Tiligul-Tiras 4:0.
  - FC Dinamo Bender – FC Nistru Otaci 0:0.
- Mecz towarzyski: Etiopia – Jemen 1:0.

## 18 lipca

### Piłka nożna
- I runda eliminacyjna Ligi Mistrzów UEFA 2006/2007
  - Szeriff Tyraspol – Pjunik Erywań 2:0 (suma 2:0).
  - FK Baku – Sioni Bolnisi 1:0 (suma 1:2).
  - FK Rabotnički Skopje – F91 Dudelange 1:0 (suma 1:0).
  - FK Ekranas – KS Elbasani 3:0 (suma 3:1).
- 1. kolejka T-Mobile Bundesligi (Austria)
  - Austria Wiedeń – Grazer AK 0:0.
- Mistrzostwa Europy U-19 w piłce nożnej 2006
  - Rozpoczęły się mistrzostwa Europy U-19 na wielkopolskich boiskach.
  - Grupa A: Belgia – Czechy 4:2.
  - Grupa B: Hiszpania – Turcja 5:3.
  - Grupa B: Szkocja – Portugalia 2:2.
  - Grupa A: Polska – Austria 0:1.
- Były selekcjoner reprezentacji Hiszpanii Javier Clemente został nowym opiekunem drużyny narodowej Serbii. Serbowie są rywalami Polaków w eliminacjach do Mistrzostw Europy 2008.
- Zwolnione po Mundialu 2006 przez Branko Ivankovicia stanowisko selekcjonera reprezentacji Iranu objął Amir Ghalenoei.

## 19 lipca

### Piłka nożna
- I runda eliminacyjna Ligi Mistrzów UEFA 2006/2007
  - NK Gorica – Linfield FC 2:2 (suma 5:3).
  - Hafnarfjarðar – FC TVMK Tallinn 1:1 (suma 4:3).
  - B36 Tórshavn – Birkirkara FC 2:2 (suma 5:2).
  - Apollon Limassol – Cork City F.C. 1:1 (suma 1:2).
  - FK Aktobe – Liepājas Metalurgs 1:1 (suma 1:2).
  - Široki Brijeg – Szachtior Soligorsk 1:0 (suma 2:0).
  - TNS Llansantffraid – Myllykosken Pallo -47 0:1 (suma 0:2).
- 1. kolejka Superligaen (Dania)
  - Odense BK – Midtjylland Herning 1:1.
  - Esbjerg fB – Silkeborg IF 2:1.
  - Aalborg BK – Viborg FF 3:1.
  - AC Horsens – FC København 0:1.
  - FC Nordsjælland – Randers FC 5:0.
  - Brøndby IF – Vejle BK 2:1.
- 1. kolejka T-Mobile Bundesligi (Austria)
  - Sturm Graz – FC Wacker Tirol 2:3.
  - SV Ried – Red Bull Salzburg 0:3.
  - SC Rheindorf Altach – SV Pasching 2:3.
  - SV Mattersburg – Rapid Wiedeń 1:0.
- 1. kolejka Axpo Super League (Szwajcaria)
  - FC Schaffhausen – FC St. Gallen 1:1.
  - FC Lucerne – FC Zürich 0:3.
  - Grasshoppers Zurych – FC Sion 0:0.
  - BSC Young Boys – FC Basel 1:1.
  - FC Aarau – FC Thun 1:1.

## 20 lipca

### Piłka nożna
- Mistrzostwa Europy U-19 w piłce nożnej 2006
  - Grupa A: Austria – Czechy 1:3.
  - Grupa B: Szkocja – Hiszpania 0:4.
  - Grupa B: Portugalia – Turcja 4:4.
  - Grupa A: Polska – Belgia 4:1.

## 21 lipca

### Piłka nożna
- Eliminacje do Mistrzostw Świata w Piłce Nożnej Kobiet 2007
  - Strefa AFC: Wietnam – Chiny 0:2.
  - Strefa AFC: Chińskie Tajpej – Japonia 1:11.
- 2. kolejka Corgoň liga (Słowacja)
  - FC Senec – FC Košice 4:1.
- Mecze towarzyskie
  - Jordania – Irak 2:1.
- Nowym selekcjonerem reprezentacji Kenii został Francuz Bernard Lama, z drużyną narodową Francji zdobywca mistrzostwa świata z 1998 i mistrzostwa Europy z 2000 roku.

### Siatkówka
- Liga Światowa w Piłce Siatkowej 2006
  - Grupa A: Serbia i Czarnogóra – Polska 3:1 (25:17, 22:25, 25:19, 32:30).
  - Grupa C: Włochy – Francja 1:3 (20:25, 25:19, 20:25, 23:25).

## 22 lipca

### Piłka nożna
- Trzecia runda Pucharu Intertoto UEFA 2006
  - AJ Auxerre – FC Farul Constanța 0:1 (suma 4:2).
  - AEL 1964 – Kayserispor 0:2 (suma 0:2).
  - Villarreal CF – NK Maribor 1:1 (suma 2:3).
  - Maccabi Petach Tikwa – Ethnikos Achna FC 3:2 (suma 3:4).
  - Grasshoppers Zurych – AA Gent 1:1 (suma 3:2).
  - Olympique Marsylia – Dnipro Dniepropetrowsk 2:2 (suma 2:2).
  - Hertha BSC – FK Moskwa 2:0 (suma 2:0).
  - SV Ried – FC Tiraspol 1:1 (suma 4:2).
  - Newcastle United – Lillestrøm SK 3:0 (suma 4:1).
  - Kalmar FF – FC Twente 1:3 (suma 2:3).
  - Odense BK – Hibernian 1:2 (suma 2:2).
- Eliminacje do Mistrzostw Świata w Piłce Nożnej Kobiet 2007
  - Strefa AFC: Australia – Korea Północna 0:0.
  - Strefa UEFA: Rumunia – Słowacja 2:3.
- COSAFA Cup 2006
  - Półfinał Grupy C: Malawi – Zambia 1:3.
  - Półfinał Grupy C: Namibia – Seszele 1:1, k. 2:4.
- Superpuchar Polski 2006
  - Legia Warszawa – Wisła Płock 1:2.
- 2. kolejka Superligaen (Dania)
  - Silkeborg IF – FC København 1:4.
- 2. kolejka Corgoň liga (Słowacja)
  - FC Nitra – MŠK Žilina 0:1.
  - FC Spartak Trnava – FK Dukla Banská Bystrica 2:1.
  - Inter Bratysława – MFK Ružomberok 2:1.
  - AS Trenčín – ZTS Dubnica 0:1.
  - Artmedia Petržalka Bratysława – Slovan Bratysława 4:1.
- 2. kolejka Axpo Super League (Szwajcaria)
  - FC Basel – FC Schaffhausen 3:0.
  - FC Zürich – FC Aarau 3:0.

### Siatkówka
- Liga Światowa w Piłce Siatkowej 2006
  - Grupa D: Kuba – Egipt 3:0 (25:18, 25:18, 25:12).
  - Grupa D: Korea Południowa – Bułgaria 1:3 (21:25, 25:27, 25:22, 21:25).
  - Grupa B: Brazylia – Argentyna 3:1 (25:15, 24:26, 25:22, 25:23).
  - Grupa A: Japonia – Stany Zjednoczone 0:3 (15:25, 22:25, 17:25).
  - Grupa C: Chiny – Rosja 1:3 (22:25, 30:28, 19:25, 29:31).
  - Grupa A: Serbia i Czarnogóra – Polska 3:2 (25:19, 22:25, 25:17, 16:25, 15:11).
  - Grupa B: Portugalia – Finlandia 3:2 (25:23, 18:25, 16:25, 25:22, 15:13).

## 23 lipca

### Piłka nożna
- Mistrzostwa Europy U-19 w piłce nożnej 2006
  - Grupa B: Portugalia – Hiszpania 1:1.
  - Grupa B: Turcja – Szkocja 2:3.
  - Grupa A: Austria – Belgia 4:1.
  - Grupa A: Czechy – Polska 2:0.
- Eliminacje do Mistrzostw Świata w Piłce Nożnej Kobiet 2007
  - Strefa AFC: Chiny – Japonia 0:1.
  - Strefa CAF: Demokratyczna Republika Konga – Senegal 3:0.
  - Strefa CAF: Południowa Afryka – Tanzania 3:0.
  - Strefa CAF: Mali – Benin 3:1
  - Strefa CAF: Algieria – Egipt 1:0.
  - Strefa CAF: Kamerun – Kenia 4:0.
  - Strefa UEFA: Ukraina – Grecja 6:0.
- COSAFA Cup 2006
  - Mecz o 3. miejsce Grupy C: Malawi – Namibia 2:3.
  - Finał Grupy C: Zambia – Seszele 2:0.
- 2. kolejka Superligaen (Dania)
  - Esbjerg fB – Aalborg BK 1:2.
  - Viborg FF – FC Midtjylland 0:1.
  - Randers FC – AC Horsens 1:0.
  - Brøndby IF – FC Nordsjælland 2:1.
- 2. kolejka Axpo Super League (Szwajcaria)
  - FC Sion – FC Luzern 3:2.
  - FC Thun – BSC Young Boys 0:0.

## 25 lipca

### Piłka nożna
- II runda eliminacyjna Ligi Mistrzów UEFA 2006/2007
  - FK Ekranas – Dinamo Zagrzeb 1:4.
- 2. kolejka Axpo Super League (Szwajcaria)
  - FC St. Gallen – Grasshoppers Zurych 0:0.
- Nowymi selekcjonerami reprezentacji Brazylii i Chorwacji zostali do niedawna piłkarze, medaliści mistrzostw świata – 43-letni Dunga i 38-letni Slaven Bilić. Obaj mają niewielkie doświadczenie w pracy szkoleniowej.
- Mecz towarzyski: Syria – Irak 1:2.

### Pływanie synchroniczne
- Początek Mistrzostw Europy Juniorów w hiszpańskiej Calleli. Zawody trwały przez pięć dni, tj. do 29 lipca.

## 26 lipca

### Piłka nożna
- II runda eliminacyjna Ligi Mistrzów UEFA 2006/2007
  - Hafnarfjarðar – KP Legia Warszawa 0:1.
  - Szeriff Tyraspol – Spartak Moskwa 1:1.
  - Lewski Sofia – Sioni Bolnisi 2:0.
  - DVSC Debreczyn – Rabotnicki Skopje 1:1.
  - NK Gorica – Steaua Bukareszt 0:2.
  - Fenerbahçe SK – B36 Torshavn 4:0.
  - Cork City – FK Crvena zvezda Belgrad 0:1.
  - Liepājas Metalurgs – Dynamo Kijów 1:4.
  - Heart of Midlothian – Široki Brijeg 3:0.
  - FC København – Myllykosken Pallo -47 2:0.
  - FK Mladá Boleslav – Vålerenga Fotball 3:1.
  - FC Zürich – SV Salzburg 2:1.
  - Djurgårdens IF – MFK Ružomberok 1:0.
- Mistrzostwa Europy U-19 w piłce nożnej 2006
  - Półfinał: Hiszpania – Austria 5:0.
  - Półfinał: Czechy – Szkocja 0:1.
- Mecz towarzyski: Rwanda – Uganda 1:1.

### Sporty lotnicze
- Zakończenie XVII Mistrzostw Świata w Lataniu Precyzyjnym (21-26 lipca)
  - Indywidualnie:
    - 1.  Krzysztof Wieczorek
    - 2.  Janusz Darocha
    - 3.  Krzysztof Skrętowicz

  - Zespołowo:
    - 1.  Polska
    - 2.  Czechy
    - 3.  Francja

## 27 lipca

### Piłka nożna
- I runda eliminacyjna Pucharu UEFA 2006/2007
  - Dynamo Mińsk – Zagłębie Lubin 0:0 (suma 1:1).
  - FC Vaduz – Ujpest Budapeszt 0:1 (suma 1:4).
  - Qarabağ Ağdam – Zimbru Kiszyniów 1:2 (suma 2:3).
  - BSC Young Boys – MIKA Asztarak 1:0 (suma 4:1).
  - Kajrat Ałmaty – FC Fehervar 2:1 (suma 2:2).
  - Spartak Trnava – Karwan Jewłacz 0:1 (suma 0:2).
  - Bananc Erywań – Ameri Tbilisi 1:2 (suma 2:2).
  - Tobył Kustanaj – FC Basel 0:0 (suma 1:3).
  - WIT Georgia Tbilisi – Artmedia Bratysława 2:1 (suma 2:3).
  - SK Tirana – Varteks Varażdin 2:0 (suma 3:1).
  - CSKA Sofia – Dinamo Tirana 4:0 (suma 5:0).
  - Liteks Łowecz – NK Koper 5:0 (suma 6:0).
  - Rànger’s FC – FK Sarajevo 0:0 (suma 0:2).
  - NK Domzale – NK Orasje 5:0 (suma 7:0).
  - FC Dinamo Bukareszt – Hibernians Paola 5:1 (suma 9:1).
  - SS Murata – APOEL Nikozja 0:4 (suma 1:7).
  - Omonia Nikozja – NK Rijeka 2:1 (suma 4:3).
  - Makedonija Skopje – Łokomotiw Sofia 1:1 (suma 1:3).
  - KSV Roeselare – Wardar Skopje 5:1 (suma 7:2).
  - Sliema Wanderers – Rapid Bukareszt 0:1 (suma 0:6).
  - Drogheda United – HJK Helsinki 3:1 (suma 4:2).
  - Valur Reykjavík – Brøndby IF 0:0.
  - Llanelli Carmathenshire – Gefle IF 0:0 (suma 2:1).
  - Skonto Ryga – Jeunesse d'Esch 3:0 (suma 5:0).
  - Etzella Ettelbruck – Åtvidabergs FF 0:3 (suma 0:7).
  - GI Gotu – FK Ventspils 0:2 (suma 4:1).
  - SK Brann – Glentoran Belfast 1:0.
  - Akraness – Randers FC 2:1 (suma 2:2).
  - FBK Kowno – Portadown FC 1:0 (suma 4:1).
  - Sūduva Mariampol – Rhyl FC 2:1 (suma 2:1).
  - FC Haka – FC Levadia Tallinn 1:0 (suma 2:2).
  - IK Start – Skala IF 3:0 (suma 4:0).
  - FC Flora Tallinn – Lyn Fotball 0:0 (suma 1:1).
  - Derry City – IFK Göteborg 1:0 (suma 2:0).

## 28 lipca

### Piłka nożna
- 1. kolejka Orange Ekstraklasy (Polska)
  - Widzew Łódź – Groclin Grodzisk Wielkopolski 2:1.
- 1. kolejka II ligi polskiej w piłce nożnej
  - Piast Gliwice – Zagłębie Sosnowiec 4:0.
  - Zawisza Bydgoszcz – Odra Opole 1:0.
- 1. kolejka Jupiler League (Belgia)
  - Club Brugge – AA Gent 5:0.
- Mecz towarzyski: Gujana – Saint Lucia 3:2.

## 29 lipca

### Piłka nożna
- Mistrzostwa Europy U-19 w piłce nożnej 2006
  - Finał: Hiszpania – Szkocja 2:1.
- 1. kolejka Orange Ekstraklasy (Polska)
  - Wisła Kraków – Górnik Zabrze 1:0.
  - Górnik Łęczna – GKS Bełchatów 1:3.
  - Arka Gdynia – Korona Kielce 0:3.
  - ŁKS Łódź – Pogoń Szczecin 4:0
  - Legia Warszawa – Cracovia 3:1.
- 1. kolejka II ligi polskiej w piłce nożnej
  - Miedź Legnica – Śląsk Wrocław 0:2.
  - Unia Janikowo – Lechia Gdańsk 2:2.
- 1. kolejka Scottish Premier League (Szkocja)
  - Celtic Glasgow – Kilmarnock F.C. 4:1.
  - Dundee United – Falkirk F.C. 1:2.
  - Dunfermline Athletic – Hearts 1:2.
  - Hibernian – Aberdeen F.C. 1:1.
  - Inverness CT – St Mirren F.C. 1:2.
- 1. kolejka Jupiler League (Belgia)
  - RC Genk – Zulte-Waregem 3:1.
  - Germinal Beerschot – SK Beveren 1:0.
  - Excelsior Mouscron – Cercle Brugge 2:1.
  - Charleroi SC – Lierse SK 0:0.
  - FC Brussels – RAEC Mons 1:0.
- 3. kolejka Axpo Super League (Szwajcaria)
  - FC Aarau – FC Sion 1:3.
  - Grasshoppers Zurych – FC Thun 4:1.
  - FC Schaffhausen – FC Zürich 0:2.
- 1. kolejka Borsodi Liga (Węgry)
  - MTK Budapeszt – Rákospalotai EAC 4:0.
  - Debreceni VSC – Pecs FC 2:1.
  - Kaposvar – Ferencvárosi TC 0:1.
  - Gyor FC – Kispest Honved 2:0.
- 1. kolejka Gambrinus liga (Czechy)
  - Mlada Boleslav – SK Sigma Olomouc 2:1.
  - Sparta Praga – SK Kladno 0:0.
  - FK Tescoma Zlin – 1. FC Slovácko.

### Siatkówka
- Liga Światowa w Piłce Siatkowej 2006
  - Grupa A: Polska – Serbia i Czarnogóra 1:3 (17:25, 25:21, 24:26, 21:25).
  - Grupa B: Portugalia – Brazylia 0:3 (23:25, 20:25, 15:25).
  - Grupa B: Finlandia – Argentyna 0:3 (23:25, 20:25, 23:25).
  - Grupa C: Chiny – Francja 0:3 (26:28, 22:25, 23:25).
  - Grupa A: Stany Zjednoczone – Japonia 3:0 (25:18, 25:20, 25:18).

## 30 lipca

### Piłka nożna
- 1. kolejka Orange Ekstraklasy (Polska)
  - Lech Poznań – Wisła Płock 3:2.
  - Odra Wodzisław Śląski – Zagłębie Lubin 1:0.
- 1. kolejka II ligi polskiej w piłce nożnej
  - KSZO Ostrowiec – Jagiellonia Białystok 0:2.
  - Kmita Zabierzów – Polonia Warszawa 0:1.
  - Stal Stalowa Wola – Podbeskidzie Bielsko-Biała 3:1.
  - Górnik Polkowice – Ruch Chorzów 1:1.
- 1. kolejka Scottish Premier League (Szkocja)
  - Motherwell F.C. – Rangers 1:2.
- 3. kolejka Axpo Super League (Szwajcaria)
  - St. Gallen – FC Basel 3:2.
  - Young Boys – FC Luzern 3:2.
- 1. kolejka Borsodi Liga (Węgry)
  - Diosgyor BFC – Ujpest Budapeszt 1:0.
  - Lombard Tatabánya – Sopron Matav 2:0.
- Mecze towarzyskie
  - Tanzania – Rwanda 1:0.
  - Jordania – Syria 3:0.

### Siatkówka
- Liga Światowa w Piłce Siatkowej 2006
  - Grupa A: Polska – Serbia i Czarnogóra 3:1 (25:23, 21:25, 25:18, 25:19).
  - Grupa C: Chiny – Francja 0:3 (21:25, 20:25, 22:25).
  - Grupa B: Portugalia – Brazylia 0:3 (20:25, 16:25, 22:25).
  - Grupa C: Włochy – Rosja 3:1 (16:25, 19:25, 25:23, 23:25).
  - Grupa A: Stany Zjednoczone – Japonia 3:1 (25:15, 21:25, 25:17, 25:15).
  - Grupa D: Egipt – Korea Południowa 0:3 (23:25, 22:25, 18:25).

## 31 lipca

### Siatkówka
- Liga Światowa w Piłce Siatkowej 2006
  - Grupa D: Kuba – Bułgaria 3:1 (25:19, 25:22, 22:25, 25:16).

### Sporty lotnicze
- Zakończenie XV Mistrzostw Świata w Lataniu Rajdowym (26-31 lipca)
  - Indywidualnie:
    - 1.  Wacław Wieczorek / Michał Wieczorek (Polska)
    - 2.  Jiří Filip / Michal Filip (Czechy)
    - 3.  Petr Opat / Tomas Rajdl (Czechy)

  - Zespołowo:
    - 1.  Czechy
    - 2.  Polska
    - 3.  Francja